# Крыловс, Петерис
Петерис Крыловс (латыш. Pēteris Krilovs; род. 18 февраля 1949) — советский и латвийский киноактёр, режиссёр театра и кино, педагог.

## Биография
Родился 18 февраля 1949 года в Риге, в семье Освальда Билескалнса, осуждённого в 1951 году за антисоветскую деятельность и учительницы, позднее редактора, Нины Крыловой.
Окончил 47-ю Рижскую среднюю школу (1966) и Всесоюзный государственный институт кинематографии в Москве (1975).
Работал реквизитором и ассистентом режиссёра на Рижской киностудии, режиссёром-постановщиком (1976—1990). Дипломной работой был короткометражный фильм «Андра» по рассказу Регины Эзеры.
Преподавал в классах актёрского мастерства и режиссуры Народной студии киноактёра (1984—1986). Режиссёр-постановщик Даугавпилсского театра, педагог его актёрской студии (1988—1993), художественный руководитель театра (1994—1996).
Ставил спектакли на сценах Национального театра, Национальной оперы, Лиепайского и Валмиерского театров.
Доцент и педагог Латвийской академии культуры (с 1994). Директор международного театрального фестиваля «Homo Novus» (1995). Член правления и один из основателей Латвийского института нового театра (с 1998). Профессор Латвийской академии культуры (1999).
Лауреат кинофестиваля «Большой Кристап» за документальный фильм «Между небом и землёй» (1994).
Женат на скульпторе Тимиане Мункевич (автор памятника «Мальчишки из Валмиеры»).

## Фильмография

### Актёр
- 1982 — Самая длинная соломинка — Юшка
- 1986 — Последний репортаж — Мюлленс
- 1988 — Дом без выхода — сосед
- 2008 — Стражи Риги — Андриевс Ниедра

### Режиссёр

#### Художественные фильмы
- 1977 — И капли росы на рассвете
- 1980 — Лето было только день
- 1982 — Моя семья
- 1984 — Дверь, открытая для тебя
- 1988 — Поворот сюжета

#### Документальные фильмы
- 1985 — Как мы ушли от дома
- 1990 — Спасите детей
- 1991 — Отечеству и свободе
- 1991 — Старая Рига — снаружи и внутри
- 1994 — Между небом и землёй
- 1998 — Легенда о Янисе Тидеманисе
- 2005 — Дина
- 2008 — Клуцис — неправильный латыш